# 棉马拉岛野生动物保护区
棉马拉岛野生动物保护区是缅甸面积达500 km2（190 sq mi）的保护区，也是东盟遗产公园之一。棉马拉岛位于伊洛瓦底江三角洲，海拔高度介于0至30米（0至98英尺）之间，覆盖着红树林沼泽。
2016年6月，时年29岁的女子凯凯乌在保护区一条河边洗水桶时遭鳄鱼袭击身亡，遗体未寻获，恐遭鳄鱼吞食。
2017年，该地被宣布为“拉姆萨尔湿地”。

## 生物多样性
棉马拉岛野生动物保护区拥有约40种红树、53种药用植物和11种兰花、59种鱼类、35种蝴蝶、26种蛇类、12种虾类、10种螃蟹和灣鱷。2016年2月，在该国首次拍摄到漁貓。
该保护区为留鸟和候鸟提供了栖息地。2006年2月的船舶调查中发现的102种鸟类包括黑头白鹮、彩鹮、斑尾塍鹬、白尾鹞、噪大苇莺、灰腹绣眼鸟、褐翅鸦鹃、红胸姬鹟、中杓鹬、夜鹭。2016年12月观察到了小青脚鹬、栗啄木鸟、禿鸛、黑头白鹮、大石鸻、白腰杓鹬、半蹼鹬、褐翅翡翠、大滨鹬、红腹滨鹬、弯嘴滨鹬、勺嘴鹬和红颈滨鹬。